# Espagne au Concours Eurovision de la chanson 1970
L'Espagne a participé au Concours Eurovision de la chanson 1970 le 21 mars à Amsterdam. C'est la 10e participation de l'Espagne au Concours Eurovision de la chanson.
Le pays est représenté par le chanteur Julio Iglesias et la chanson Gwendolyne qui ont été sélectionnés au moyen d'une finale nationale organisée par la Televisión Española (TVE).

## Sélection

### Preselección de Eurovisión 1970
Le radiodiffuseur espagnol Televisión Española (TVE) organise une finale nationale pour sélectionner l'artiste et la chanson représentant l'Espagne au Concours Eurovision de la chanson 1970.

#### Finale
La sélection espagnole, présentée par Joaquín Prat (es) et Laura Valenzuela, a lieu du 12 au 14 février 1970 au Palais national de Montjuïc à Barcelone. Elle est composée d'une demi-finale et une finale.
Vingt artistes et leurs chansons respectives ont participé. Dix des vingt chansons de le demi-finale avancent à la finale nationale. Chacune des chansons est interprétée deux fois par un chanteur différent.
| Ordre | 1er interprète  | 2e interprète          | Chanson             | Traduction             | Points | Place |
| ----- | --------------- | ---------------------- | ------------------- | ---------------------- | ------ | ----- |
| 1     | Los Dos         | Los Ochenta Centavos   | Balada del madedero | Ballade du charpentier | 6      | 4     |
| 2     | Jaime Morey     | Rosa María Lobo (es)   | De pronto, tú       | Aussitôt, toi          | 5      | 5     |
| 3     | Los Valldemosa  | Rafaleón               | Fiesta              | Fête                   | 7      | 3     |
| 4     | Julio Iglesias  | Rosy Armen             | Gwendolyne          | –                      | 37     | 1     |
| 5     | Rosalía         | Manolo de Los Cantiros | Igual que yo        | Comme moi              | 0      | 8     |
| 6     | Basilio         | Voces Amigas           | Jamás la olvidaré   | Je l'oublierai jamais  | 13     | 2     |
| 7     | Cristina        | Manolo Galván (es)     | Me gusta, me gusta  | J'aime, j'aime         | 0      | 8     |
| 8     | Luisita Tenor   | Rosa María y Javier    | Sí, ensuite         | Oui, plus tard         | 0      | 8     |
| 9     | Donna Hightower | Julián Granados        | Soy feliz           | Je suis heureux        | 3      | 7     |
| 10    | Voces Amigas    | Mocedades              | Un mundo mejor"     | Un monde meilleur      | 4      | 6     |

Lors de cette sélection, c'est la chanson Gwendolyne interprétée par Julio Iglesias qui fut choisie, accompagnée de Augusto Algueró comme chef d'orchestre.

## À l'Eurovision
Chaque pays a un jury de dix personnes. Chaque juré attribue un point à sa chanson préférée.

### Points attribués par l'Espagne
| 4 points | Allemagne |
| 3 points | Irlande   |
| 2 points | Italie    |
| 1 point  | Monaco    |

### Points attribués à l'Espagne
| 10 points | 9 points | 8 points          | 7 points     | 6 points |
| --------- | -------- | ----------------- | ------------ | -------- |
|           |          |                   |              |          |
| 5 points  | 4 points | 3 points          | 2 points     | 1 point  |
|           |          | - Italie - Monaco | - Luxembourg |          |

Julio Iglesias interprète Gwendolyne en 9e position lors de la soirée du concours, suivant le Luxembourg et précédant Monaco.
Au terme du vote final, l'Espagne termine 4e — à égalité avec la France et la Suisse — sur les 12 pays participants, ayant reçu 8 points au total de la part de trois pays différents,.